# Trenčin
Trenčin (slo. Trenčín) je grad u Slovačkoj Republici, središte regije Považie i središte Trenčianskog kraja. 

## Demografija
| Godina:     | 1994.  | 2004.   | 2014.   | 2024.   |
| ----------- | ------ | ------- | ------- | ------- |
| Broj ljudi: | 58 347 | 56 850  | 55 857  | 54 130  |
| Razlika:    |        | -2,56 % | -1,74 % | -3,09 % |

| Godina:     | 2023.  | 2024.   |
| ----------- | ------ | ------- |
| Broj ljudi: | 54 065 | 54 130  |
| Razlika:    |        | +0,12 % |

U Trenčinu živi 54107 stanovnika, dok je prosječna gustoća naseljenosti 662 stan/km². Sastoji se od 10 katastarskih teritorija: Hanzlíková, Istebník, Kubra, Kubrica, Orechové, Opatová, Trenčianske Biskupice, Záblatie, i Zlatovce.
Prema popisu stanovništva iz 2001. godine vjerski sastav je bio: 65,8% rimokatolici, 22,3% osobe bez vjerske pripadnosti i 7,1% luterani. 95,3% stanovnika su Slovaci a 2,4% Česi.

## Zemljopisni položaj
- 18°03' E
- 48°55' N

Prosječne temperature
- ožujak: 6 °C
- lipanj: 21,8 °C
- rujan: 13,7 °C
- prosinac: -0,8 °C

## Gradovi prijatelji
- Cran-Gevrier, Francuska
- Uherské Hradiště, Češka
- Zlín, Češka
- Tarnów, Poljska
- Casalecchio di Reno, Italija
- Békéscsaba, Mađarska
- Kragujevac, Srbija
- Beşiktaş, Istanbul, Turska

## Vanjske poveznice
- Službena stranica grada (sl.)

### Ostali projekti
|  | Zajednički poslužitelj ima još gradiva o temi Trenčin |